# Hydrophorus patagonicus
Hydrophorus patagonicus är en tvåvingeart som beskrevs av Van Duzee 1931. Hydrophorus patagonicus ingår i släktet Hydrophorus och familjen styltflugor. Inga underarter finns listade i Catalogue of Life.